# 瓦西里·讷斯塔塞
瓦西里·讷斯塔塞（羅馬尼亞語：Vasile Năstase，1962年1月1日—），罗马尼亚男子赛艇运动员。他曾代表罗马尼亚参加1992年夏季奥林匹克运动会赛艇比赛，获得男子八人单桨有舵手银牌。